# برکه حاج غلامرضا معتمد براک
برکه حاج غلامرضا معتمد براک مربوط به دوره قاجار است و در لار، روستای حومه لار واقع شده و این اثر در تاریخ ۱۹ مرداد ۱۳۸۴ با شمارهٔ ثبت ۱۲۷۴۱ به‌عنوان یکی از آثار ملی ایران به ثبت رسیده است.